# Монгольське завоювання Грузії
Монгольське завоювання Грузії — низка військових кампаній монголів у 1221—1242 роках, наслідком чого стала поразка Грузинського царства й васальних від нього вірменських кнгязівств. В результаті над ними було встановлено зверхність Монгольської імперії.

## Передумови
Грузинське царство наприкінці 1210-х років перебував на піку могутності: відбито усі напади Конійськогос ултанату, приборкано місцевих феодалів, встановлено зверхність над вірменськими князівствами і тюркським еміром Ерзурума та атабеком Узбеком. Планувався хрестовий похід до Палестини.

Монгольська кампанія 1220—1222 років в Грузії

У 1220 році після розгрому Держави Хорезмшахів монголи під час переслідування хорезмшаха Мухаммеда II захопили місто Гамадан на заході, звідки до Зенджану і Казвіну, який взяли штурмом. При посиленні холодів 20-тисячне монгольське військо рушило до Муганського степу. По дорозі туди взяли Ардебіль. Після цього мали місце дві битви при Сагімі (1221 рік) та Хунані (вересень 1222 року) з 10-тисячним грузинським військом на чолі із царем Георгієм IV, якому завдали поразки. Проте не стали просуватися далі.
Навесні 1221 року монгольські полководці взяли Марагу і Нахічеван, внаслідок чого атабек Узбек опинився в монгольській залежності. 1223 року грузинський цар помер від отрмианого в битві поранення, а трон перейшов до його сестри Русудан.
У 1225 році в західній Персії та на Кавказі Джелал ад-Дін Манкбурну відновив владу хорезмшахів, ставши суперником Грузинського царства, війська якого під проводом амірспасалара (головнокомандуючого) Іоанн Мхаргрдзелі зазнали поразки в битві при Гарні від хорезмшаха, внаслідок чого 1226 року східна частина Грузинського царства увійшла до складу Держави Хорезмшахів. Але вже у 1228 році Джелал ад-Дін стикнувся з колацією Конійського і Мамлюцькогос ултанатів, Кілікійського царства, у війні з якими 1230 року зазнав поразки. Цим в свою чергу скористалися монголи під проводом Чормагана, що захопив перські землі Держави Хорезмшахів. 1231 року хорезмшах загинув.

## Перебіг подій
У 1236 році 30-тисячне військо монголів атакувало володіння Закарідів, васалів Грузії. Монгольські війська захопили Шамхор, Лорі, Ані та Карс. Більшість прикордонних грузинських феодалів практичнно не чинили спротив, окрім Іване I Джакелі. До 1238 року східна частинна країни була зайнята монголами, а цариця Русудан отаборилася в Кутаїсі. Вірменський князь Аваг Мхаргрдзелі (Закаріан) та атабек Егарслан Бакурціхелі уклали мирний договір, за яким Грузія зобов'язувалася платити данину, а монголи не входили до західної частини царства.
Русудан намагався заручитися підтримкою папи римського Григорія IX, але безуспішно. 1241 року Байджу здійснив новий похід на грузинські землі, рухаючись проти конійського султана Кей-Хосрова II, союзника Русудан. 1242 року вона підписала з монголами мир, за яким визнала Грузію васалом хана та зобов'язалась сплачувати йому данину в 50 тис. динарів та направляти допоміжні війська.
До 1243 року монголи підкорили вірменське князівство Закарідів, Гасан-Джалалу Долу, правителя Хаченського князівства в Карабасі, сюнікський князь Елікум Орбелян, вайоцдзорський князь Прош Прошян. Аваг Мхаргрдзелі отримав від монголів в управління вірменські землі, що раніше входили до Грузинського царства.
Підкорення грузинських й вірменських земель дозволило Байджу поновити наступ на Конійський султанат, хоча на допомогу останньому прийшла частина абхазьких, грузинських і вірменських князів. Їх поразка 1243 року в битві під Кесе-дагом поклала край сподівання скинути монгольську залежність.

## Наслідки
Грузія на тривалий час опинилася під монгольським ярмом. Великі грузинські та вірменські контингенти воювали під монгольськими прапорами при Аламуті (1256), Багдаді (1258), Айн-Джалуті (1260) та в інших місцях, втративши десятки тисяч солдатів, у той час як Грузія і Кавказ загалом залишилися без місцевих захисників проти монголів.
У 1249 році князь Смбат II Орбелян не підтримав антимонгольське повстання інших вірменських князів, за що у 1251 році отримує від монголів права інджу. Сюнікське князівство залишалося вірним васалом Держави хулагуїдів до його розпаду.
У 1260 році монголи придушили повстання на чолі із царем Давидом VI, якого підтримували
вірменські князі Закаріани та Гасан-Джалаляни. З 1261 року грузинські царства та вірменські князівства стали місцем боротьби Золотої Орди і Держави Хулагуїдів. Лише розпад останньої у 1335 році призвів до відновлення незалежності Грузинського царства, яке знову приєднало більшість вірменських земель.